# Mantidae
Los mántidos (Mantidae) son una gran familia de insectos del orden Mantodea, se trata de la familia más numerosa de mantis. Pertenece a la superfamilia Mantoidea, que comparte con Hymenopodidae y Empusidae. Son principalmente de regiones tropicales y subtropicales.

## Subfamilias

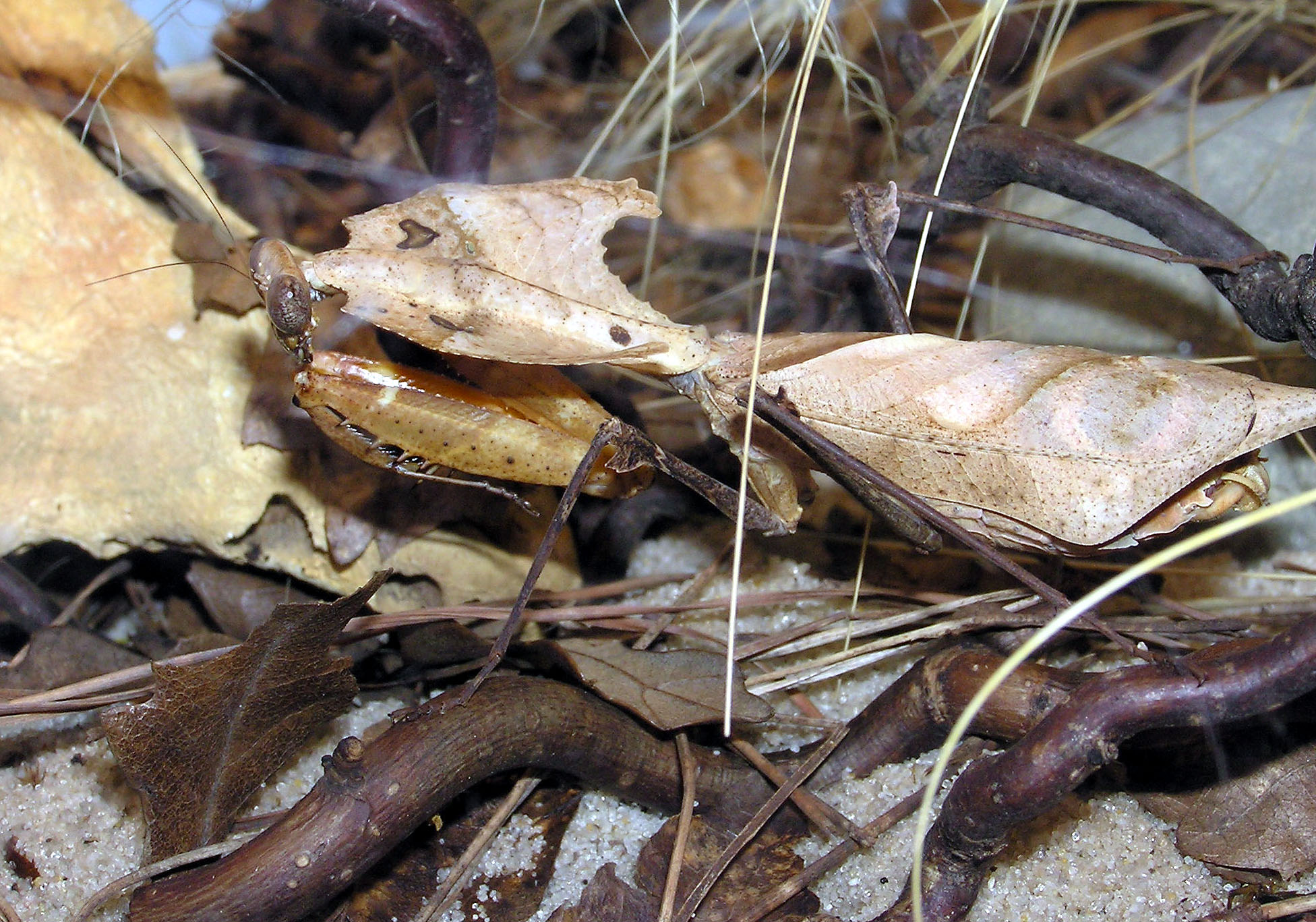
Mantis hoja muerta (Deroplatys dessicata) subfamilia Deroplatynae, un notable ejemplo de camuflaje.

- Amelinae -
- Angelinae -
- Antemninae -
- Choeradodinae -
- Chroicopterinae -
- Deroplatyinae -
- Dystactinae -
- Mantinae -
- Mellierinae -
- Miomantinae -
- Orthoderinae -
- Oxyothespinae -
- Photinainae -
- Phyllotheliinae -
- Schizocephalinae -
- Stagmatopterinae -
- Stagmomantinae -
- Vatinae